# Edgar (England)

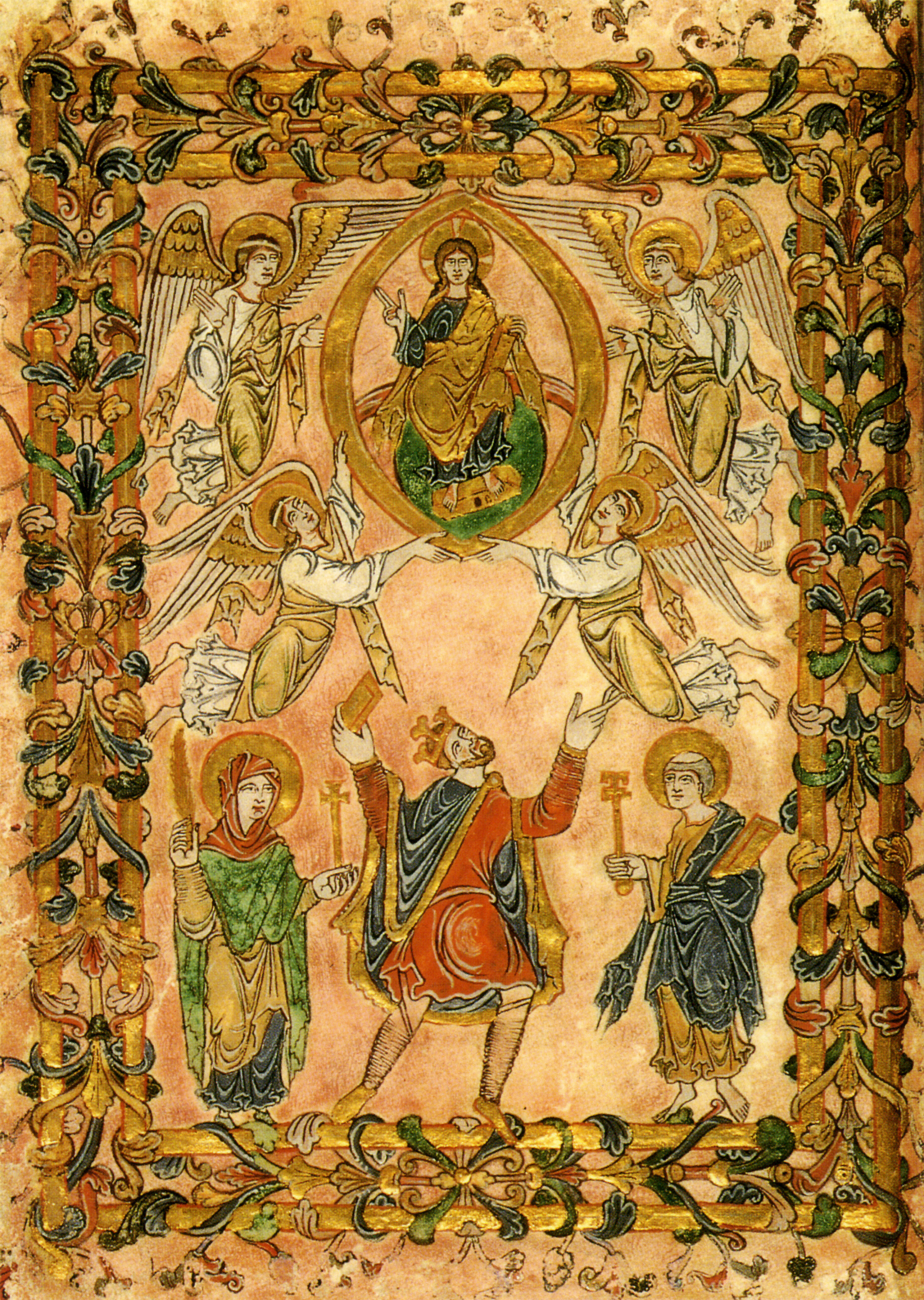
Charta Edgars an das New Minster in Winchester, 966 (MS Cott. Vesp A. VIII, folio 2, verso, British Library)

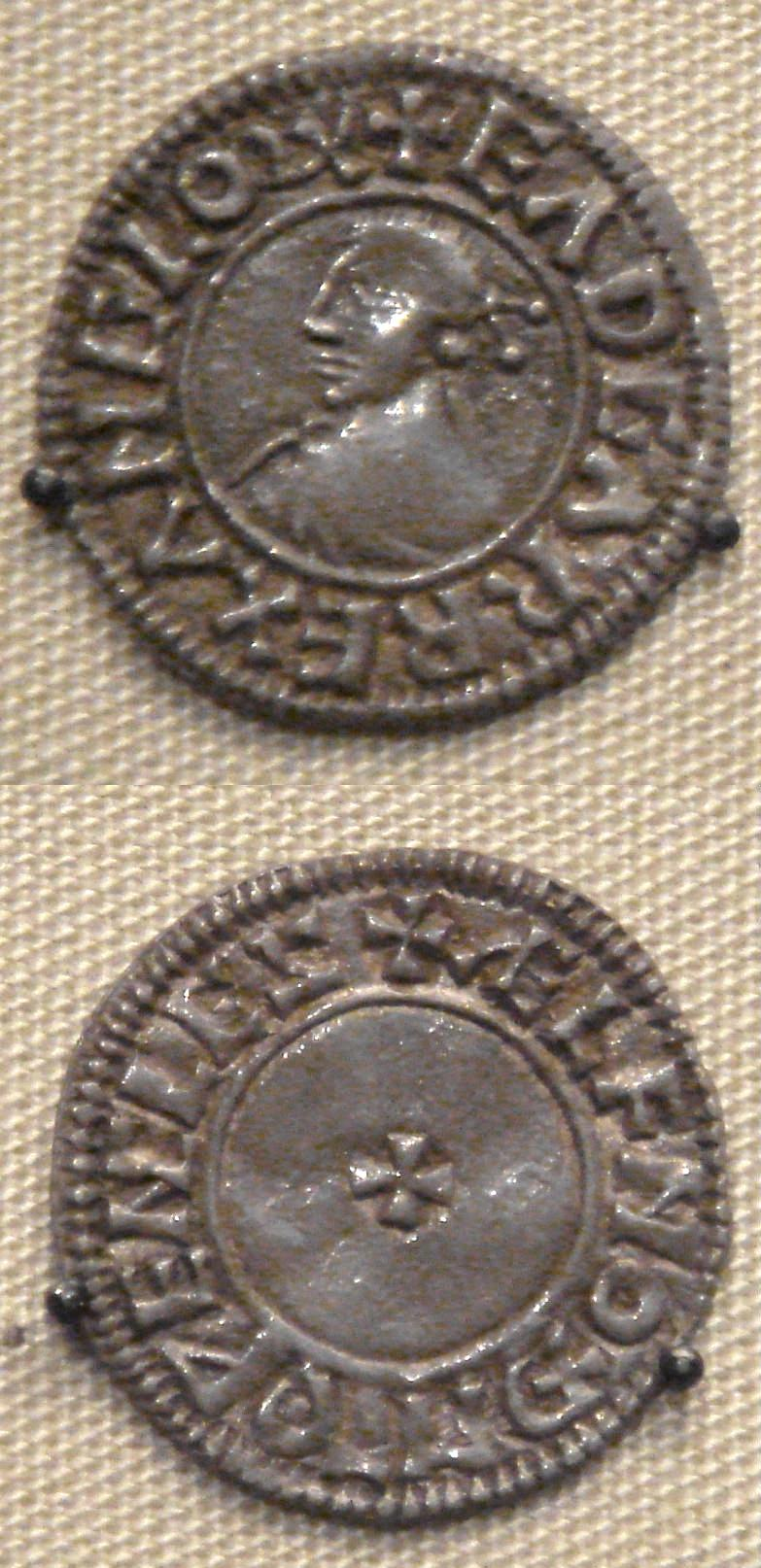
Edgar, Rex Anglorum (Edgar, König der Engländer)

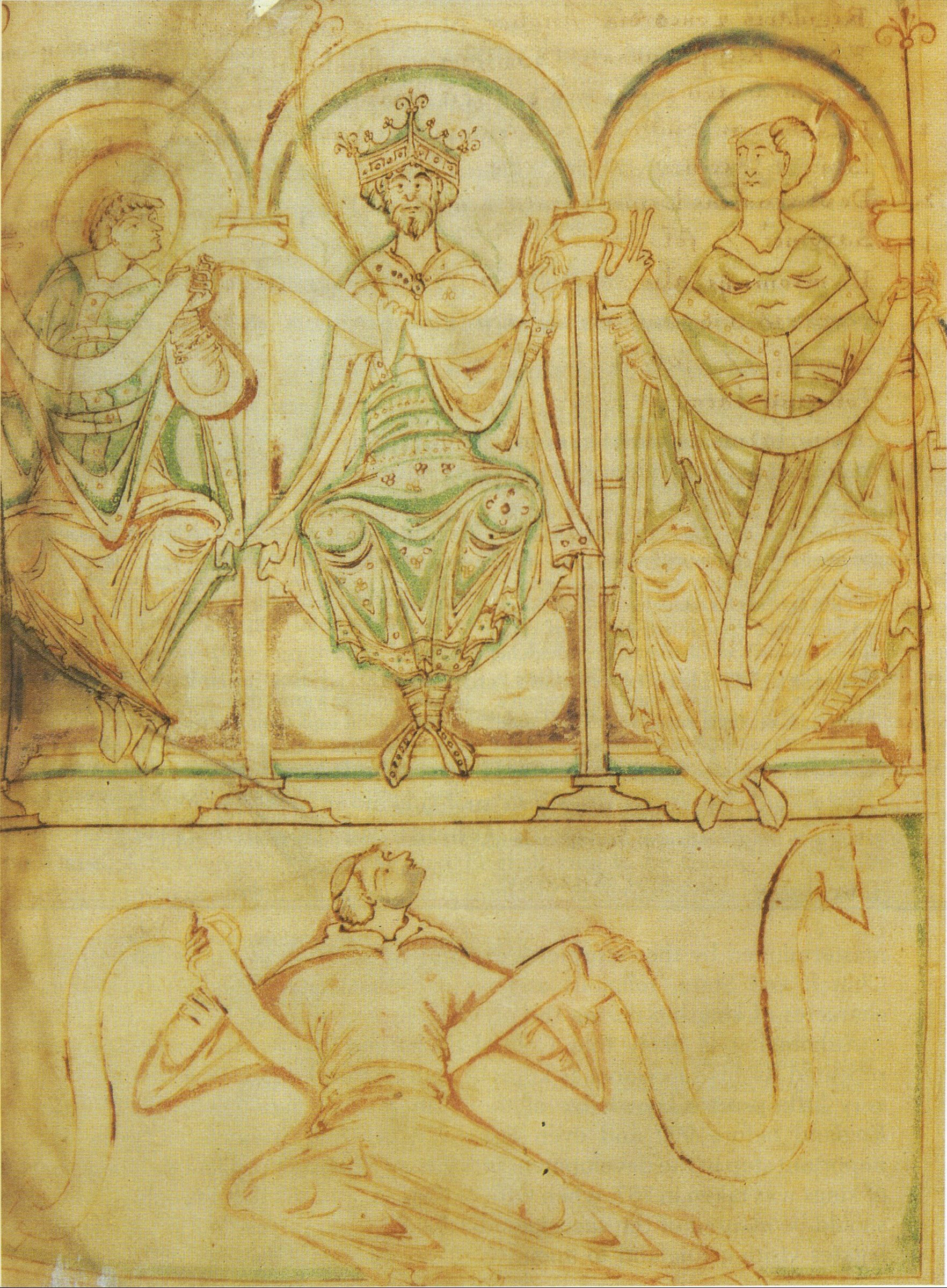
Edgar zwischen St. Æthelwold, (Bischof von Winchester 963–984) und St. Dunstan (Erzbischof von Canterbury um 909–988). 11. Jahrhundert (British Library MS Cotton Tiberius A iii)

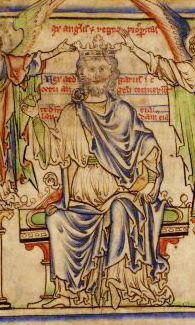
Rex Aedgarus, Darstellung aus dem 13. Jahrhundert (Cambridge University Library, Ee.3.59: fol. 3v)

König Edgar, Bildnis im Fenster der All Souls College Chapel in Oxford aus dem 15. Jahrhundert

Edgar (auch: Eadgar, Ædgar, Adgar, Etgar, Eadgarus, Edgarus, Ædgarus etc.; * 943/944; † 8. Juli 975 in Winchester) war von 957 bis 959 König der angelsächsischen Königreiche Mercia und Northumbria. Nach dem Tod seines älteren Bruders Eadwig wurde er von 959 bis zu seinem Tod König von ganz England.
Sein Beiname pacificus, den zuerst Johannes von Worcester im 12. Jahrhundert nannte, wurde in der älteren Literatur zumeist mit „der Friedfertige“ übersetzt. In der neueren Literatur wird zunehmend die Übersetzung peacemaker (Friedensstifter) bevorzugt. Die Verwüstung der Isle of Thanet im Jahr 969 weisen auf Edgars Befehl hin und die Unruhen nach seinem Tod  weisen auch darauf hin, dass der „Frieden“ während seiner Herrschaft eher durch strikte Kontrolle und militärische Präsenz aufrechterhalten wurde als durch den „friedlichen“ Charakter Edgars. Vermutlich war die demonstrierte Gewaltbereitschaft einer der Gründe dafür, dass während seiner Herrschaft keine Wikingerüberfälle oder Invasionen stattfanden. Erik Blutaxt, der letzte Wikingerkönig des Königreichs Jórvík, war 954 ermordet worden und eine weitere Welle von Angriffen begann erst wieder im Jahr 980.

## Leben
Edgars Leben ist nur schlecht überliefert. Die Angelsächsische Chronik weist lediglich zehn Einträge zu ihm auf und für die meisten anderen zeitgenössischen und zeitnahen Quellen stehen die kirchlichen Reformer stärker im Vordergrund als der König. Das Material der Chronisten aus dem 12. und 13. Jahrhundert ist wenig erhellend, da es sich überwiegend um legendenhaft ausgeschmückte Erzählungen handelt, die mit dem historischen König kaum mehr als der Name verbindet.

### Familie

#### Herkunft und Jugend
Edgar wurde 943/944 als jüngster Sohn Edmunds I. (939–946) aus dem Haus Wessex und dessen erster Frau Ælfgifu geboren. Sein älterer Bruder war Eadwig. Seine Mutter starb bereits im Jahr 944 und wurde in Shaftesbury Abbey, wo ihre Mutter Wynflæd († um 950) Nonne war, als Heilige verehrt. Edmund heiratete bald darauf Æthelflæd von Damerham. Als sein Vater Edmund 946 starb, heiratete seine Stiefmutter den Ealdorman Æthelstan Rota aus Mercia. Edgar und Eadwig standen damit in der Munt von König Eadred (946–955), einem Bruder ihres Vaters.
Der unverheiratete Eadred übergab Edgar zur Erziehung an Ælfwynn († 986), die Frau des Ealdorman Æthelstan Half-King von East Anglia. Eine wichtige Rolle spielte auch seine Großmutter Eadgifu, die Witwe Eduards des Älteren. Sie überredete Eadred um 954, das verfallene säkulare Stift von Abingdon an Abt Æthelwold (um 954–963) zu übergeben und in ein Benediktinerkloster umzuwandeln. In diesem Kloster erfolgte die weitere Erziehung Edgars. So wurde er schon früh mit der Benediktinischen Reform bekannt, die sich in seiner Regierungszeit in England durchsetzen sollte.

#### Ehen und Nachkommen
Über Edgars erste Frau Æthelflæd Eneda ist nur bekannt, dass sie die Mutter seines Sohnes Eduard der Märtyrer war. Es ist unsicher, ob er mit Wulfthryth, seiner zweiten Frau und Mutter seiner Tochter Eadgyth (Edith von Wilton), eine Muntehe (Vollehe) oder Friedelehe führte. Wulfthryth wurde später Äbtissin des Klosters Wilton, in das auch Eadgyth eintrat. Wulfthryth und Eadgyth wurden später als Heilige verehrt. Um 964/965 heiratete Edgar Ælfthryth († 999/1001), die Tochter von Ealdorman Ordgar (964–971) und Witwe des Ealdorman Æthelwold von East Anglia. Aus dieser Ehe gingen die Söhne Edmund († 971) und Æthelred hervor.

### Herrschaft

#### Thronfolge
König Eadred starb 955 unverheiratet und ohne Nachkommen zu hinterlassen. Nachfolger als König wurde sein Neffe Eadwig, der ältere Bruder Edgars. Eadwig war unbeliebt. Selbst wohlwollende Zeitgenossen warfen ihm Verschwendung vor. Als der etwa 14-jährige Edgar im Jahr 957 „volljährig“ wurde, kam es zu einer Reichsteilung. Edgar wurde zum König von Mercia und Northumbria erhoben, während Eadwig weiterhin den Titel „King of the English“ führte. Es ist jedoch nicht auszuschließen, dass die Teilung bereits 955 erfolgte. Dafür würde sprechen, dass Edgar eine, wenn auch fragwürdige Charta im Jahr 956 als regulus (untergeordneter Kleinkönig) unterschrieb. Die Teilung scheint in jedem Fall einvernehmlich erfolgt zu sein und sollte möglicherweise lediglich Edgar als Eadwigs Nachfolger designieren. Zwischen den Brüdern ist nur eine Meinungsverschiedenheit bekannt: Eadwig verbannte 956 Dunstan, den Abt von Glastonbury Abbey. Nach einjährigem Exil auf dem Festland kehrte Dunstan nach England zurück und wurde von Edgar als Bischof von Worcester (957–959) und Bischof von London (958–960) eingesetzt. Die aus Chartas bekannten weltlichen und geistlichen Würdenträger, von denen die meisten auch nach Eadwigs Tod am 1. Oktober 959 im Amt blieben, weisen auf eine eher geografische als politische Teilung hin.
Nach Eadwigs Tod wurde Edgar alleiniger König. Zu Ælfgifu, der Witwe seines Bruders, unterhielt er gute Kontakte und schenkte ihr als rex totius Brittanniae („König ganz Britanniens“) größere Ländereien. Ihren Bruder, den Chronisten Æthelweard, machte er vor 973 zum „Ealdorman der westlichen Provinzen“, womit vermutlich Wessex gemeint ist.

#### Königlicher Hof
Der wohl einflussreichste Ratgeber Edgars war sein alter Lehrer Æthelwold, den er 963 zum Bischof von Winchester erhob. Im Gegensatz zu seinen früheren Frauen stellte Ælfthryth auch einen Machtfaktor dar. Ihre Familie genoss die Gunst Edgars. Ihren Vater Ordgar machte er im Jahr 964 zum Ealdorman von Devon und ihr Bruder Ordwulf wurde später zum wichtigsten Ratgeber seines jüngsten Sohnes Æthelred. Enge Kontakte pflegte sie zu Ælfhere († 983), dem Ealdorman von Mercia, und dessen älterem Bruder Ælfheah, Ealdorman von Hampshire, der vermutlich der Taufpate Edmunds war.
Kirchenpolitisch förderte Edgar die Vertreter der Cluniaszensischen Reform. Durch seine Intervention wurde Dunstan, den Edgar bereits zu Beginn seiner Herrschaft zum Bischof von Worcester (957–959) und London (958–960) gemacht hatte, an Stelle des verdrängten Brihthelm 959/960 Erzbischof von Canterbury. Oswald wurde 971 Erzbischof von York, ohne das 962 erhaltene Bistum Worcester aufgeben zu müssen. Æthelwine, der jüngste Sohn von Edgars Ziehvater Æthelstan Half-King, wurde nach dem Tod seines Bruders Æthelwold zum Ealdorman von East Anglia. Oswald und Æthelwine gründeten Ramsey Abbey als Benediktinergemeinschaft neu. Zahlreiche weitere Klöster z. B. in Worcester, Westbury-on-Trym, Pershore, Peterborough, Ely, Croyland und Thorney wurden neu gegründet oder reformiert. Die erhaltenen Chartas bezeugen die großzügige Ausstattung der reformierten Klöster mit Ländereien durch Edgar. Für die Förderung der Benediktinischen Reform wurde Edgar von seinem einstigen Lehrer Abt Æthelwold überschwänglich gelobt. Jahrzehnte später verfasste Erzbischof Wulfstan II. von York (1003–1023) ein Lobgedicht auf Edgar.

#### Gesetzgebung
Vier der erhaltenen altenglischen Gesetzescodices werden gemeinhin Edgar zugeschrieben. Beim hundred ordinance (etwa „Hundertschaftsgesetz“) ist die Urheberschaft fraglich; möglicherweise geht es auf Eadred zurück. In diesem Gesetz sind die juristischen und steuerlichen Aufgaben des hundred, einer Unterteilung des shire, geregelt.
Die Codices II und III sind unbekannten Datums und wurden vermutlich zusammen in Andover verkündet. Codex II behandelt Kirchenabgaben und Eigenkirchen. Der zweite Teil des Codex III widmet sich weltlichen Angelegenheiten, wie dem Zugang zur Rechtsprechung, der Verhinderung von Fehlurteilen und Bürgschaften. Schließlich werden Bestimmungen zur Vereinheitlichung von Münzen, Maßen und Gewichten getroffen. Ähnliches hatte bereits Æthelstan (924–939) angeordnet, doch waren es nach Meinung moderner Historiker Edgars Reformen, die zumindest südlich des Tees zu einem einheitlichen Münzwesen führten.
Besondere Bedeutung hat der wohl in den 970er Jahren in Wihtbordesstan (nicht identifizierter Ort) erlassene Codex IV. Edgar erkannte die „gute“ Gesetzgebung der „Dänen“ in Northumbria an, weil Earl Oslac ihm gegenüber „stets loyal“ war. Tatsächlich war der königliche Einfluss im Norden begrenzt. Die Assimilation des erst 952/954 zerschlagenen Königreichs Jórvík gehörte zu den wichtigsten Aufgaben in den 950er und 960er Jahren und sollte erst im 11. Jahrhundert abgeschlossen werden.

#### Krönung
Die Krönung Edgars erfolgte mit großem Pomp am 11. Mai 973 (Pfingsten) in Bath. Warum die Krönung erst so spät erfolgte, ist Gegenstand kontroverser Diskussionen: Einige Historiker vertreten die Auffassung, dass Edgar bereits 960/961 gekrönt worden sei und es sich um eine zweite Krönung anlässlich der Erlangung des imperiums (Oberherrschaft) über ganz Britannien handelt. Andere argumentieren, dass er mit 30 Jahren das kanonische Alter zur Bischofsweihe erreicht habe. Bemerkenswert ist, dass die Angelsächsische Chronik, im Gegensatz zu ihren Vorgängern, überhaupt von der Krönung berichtet.

#### Treffen in Chester
Den Quellen zufolge fuhr Edgar unmittelbar nach der Krönung mit seiner Flotte nach Chester, wo sich ihm sechs oder acht Könige unterwarfen. Nach einer für authentisch gehaltenen Liste von Johannes von Worcester, einem Chronisten des 12. Jahrhunderts, waren dies Kenneth II. (Schottland, 971–995), Máel Coluim I. (Strathclyde, 975–997) und dessen Vater Dyfnwal III. (941–971; † um 975), Maccus Haroldson (Isle of Man und Hebriden; † um 977), Iago ab Idwal (Gwynedd, 950–979), dessen Bruder Idwal Fychan († 980) und dessen Neffe Hywel ap Ieuaf (974/979–985). Möglicherweise unterwarfen sich die Könige Edgar zu unterschiedlichen Zeiten während seiner Herrschaft und das geschilderte Ereignis stellt nur eine literarische Verdichtung dar. Die Könige sollen ihn als Zeichen ihrer Unterwerfung in einem Boot über den Fluss Dee gerudert haben. In den 960er Jahren war England wiederholt das Ziel schottischer und walisischer Angriffe. Das Treffen 973 in Chester wird daher eher als „Friedenskonferenz“ der beteiligten Mächte denn als „Unterwerfung“ angesehen. In diesem Kontext ist vermutlich die Abtretung des umstrittenen Lothian im nördlichen Bernicia durch Edgar an Kenneth II. zu sehen.

#### Verteidigungspolitik
Schon die zeitgenössische Angelsächsische Chronik und Ælfric Grammaticus († 1020) heben die Stärke der englischen Flotte hervor, mit der Edgar sein Königreich als Machtdemonstration jährlich umschiffte. Chronisten des 12. und 13. Jahrhunderts bezifferten die Flotte gar auf 3600 oder 4800 Schiffe, was sicherlich übertrieben ist.
Vermutlich geht die unter seinem Sohn Æthelred (978–1016) belegte Organisationsform der sipessocna, scypsocne oder scypfylleð (etwa „Schiffsbezirk“), nach der 300 hidas (Gehöfte) für den Unterhalt eines Schiffes aufzukommen hatten, auf Edgar zurück. Wie viele dieser sipessocna es gab, ist unbekannt; die fünf bekannten waren im Besitz von Klöstern bzw. Bistümern; Oswaldslow (Worcestershire) im Bistum Worcester ist das am besten belegte. Vermutlich heuerte Edgar auch Wikinger mit ihren Booten als Söldner an, was in jener Zeit nicht ungewöhnlich war.

### Tod und Nachfolge
Edgar starb am 8. Juli 975 unerwartet im Alter von 31 oder 32 Jahren und wurde in Glastonbury Abbey beigesetzt. Sein ältester Sohn Eduard der Märtyrer wurde sein Nachfolger.